# EC 2.1
La EC 2.1 è una sottoclasse della classificazione EC relativa agli enzimi. Si tratta di una sottoclasse delle transferasi che include enzimi che trasferiscono gruppi contenenti un atomo di carbonio. Tra le sotto-sottoclassi figurano le metiltransferasi, che trasferiscono gruppi metile (EC 2.1.1), le transferasi che trasferiscono idrossimetili e formili (EC 2.1.2), quelle che trasferiscono carbossili (EC 2.1.3) e le amidinotransferasi (EC 2.1.4).